# Jurong Shuiku
Jurong Shuiku (kinesiska: 句容水库) är en reservoar i Kina. Den ligger i provinsen Jiangsu, i den östra delen av landet, omkring 39 kilometer öster om provinshuvudstaden Nanjing. Jurong Shuiku ligger 24 meter över havet. Arean är 3,1 kvadratkilometer. Trakten runt Jurong Shuiku består till största delen av jordbruksmark. Den sträcker sig 3,0 kilometer i nord-sydlig riktning, och 2,1 kilometer i öst-västlig riktning.
Genomsnittlig årsnederbörd är 1 331 millimeter. Den regnigaste månaden är juli, med i genomsnitt 251 mm nederbörd, och den torraste är december, med 37 mm nederbörd.